# Sirtori
Sirtori är en ort och kommun i provinsen Lecco i regionen Lombardiet i Italien. Kommunen hade 2 824 invånare (2018).